# Umgebungssystem
Ein Umgebungssystem ist ein spezielles Mengensystem in der mengentheoretischen Topologie, einer Grundlagendisziplin der Mathematik. Ein Umgebungssystem eines Punktes besteht aus allen Mengen, in denen der Punkt „echt enthalten“ ist, sich also in ihrem Inneren befindet. Somit ist das Umgebungssystem eines Punktes die Menge aller Umgebungen eines Punktes. Umgebungssysteme spielen eine wichtige Rolle in der Topologie, wo durch sie der Konvergenzbegriff für Folgen passend auf topologische Räume verallgemeinert wird. In diesem Zusammenhang werden Umgebungssysteme auch Umgebungsfilter genannt.

## Definition
Gegeben sei ein topologischer Raum {\displaystyle (X,{\mathcal {O}})} sowie ein beliebiges {\displaystyle x\in X}.
Das Umgebungssystem oder der Umgebungsfilter von {\displaystyle x} ist die Menge aller Umgebungen von {\displaystyle x} und wird mit {\displaystyle {\mathcal {U}}(x)} bezeichnet. Es ist also
{\displaystyle {\mathcal {U}}(x):=\{M\subset X\,|\,M{\text{ ist Umgebung von }}x\}}.
(Eine Menge {\displaystyle M\subset X} heißt eine Umgebung von {\displaystyle x}, wenn es eine Menge {\displaystyle O\in {\mathcal {O}}} gibt, so dass {\displaystyle x\in O\subset M} gilt)

## Beispiel
Gegeben sei eine Menge {\displaystyle X}, versehen mit der diskreten Topologie, sprich jede Teilmenge von {\displaystyle X} ist eine offene Menge. Dann ist jede Menge, die {\displaystyle x} enthält, stets offen und somit eine Umgebung. Das Umgebungssystem ist also
{\displaystyle {\mathcal {U}}(x)=\{M\subset X|x\in M\}}
Betrachtet man umgekehrt die indiskrete Topologie, bei der nur die gesamte Menge und die leere Menge offen sind, so ist {\displaystyle X} die einzige Umgebung jedes Punktes und somit
{\displaystyle {\mathcal {U}}(x)=\{X\}}.

## Eigenschaften
Umgebungssysteme haben folgende Eigenschaften:
- Ist {\displaystyle U\in {\mathcal {U}}(x)} und {\displaystyle U\subset V}, so ist auch {\displaystyle V\in {\mathcal {U}}(x)}. Denn ist {\displaystyle U} eine Umgebung von {\displaystyle x}, so existiert ein {\displaystyle {\mathcal {O}}\ni O\subset U}. Dann ist aber auch {\displaystyle O\subset V} und somit ist auch {\displaystyle V} eine Umgebung von {\displaystyle x}.
- Für jedes {\displaystyle U\in {\mathcal {U}}(x)} ist trivialerweise {\displaystyle x\in U}.
- Für {\displaystyle I=\{1,\dots ,n\}} und {\displaystyle U_{i}\in {\mathcal {U}}(x)}, wobei {\displaystyle i\in I} ist, gilt
{\displaystyle \bigcap _{i\in I}U_{i}=:U_{I}\in {\mathcal {U}}(x)}

Endliche Schnitte von Umgebungen sind also wieder Umgebungen. Dies folgt direkt aus der Schnittstabilität der in den Umgebungen enthaltenen offenen Mengen.
- Zu jeder Umgebung {\displaystyle U\in {\mathcal {U}}(x)} gibt es eine Umgebung {\displaystyle V\in {\mathcal {U}}(x)}, so dass {\displaystyle U} eine Umgebung der Menge {\displaystyle V} ist.

Somit handelt es sich bei dem Umgebungssystem um einen Mengenfilter, worauf die Benennung als Umgebungsfilter beruht.

## Verwendung

### Erzeugung von Topologien
Mittels Umgebungssystemen lassen sich Topologien definieren. Dazu nutzt man aus, dass eine Menge genau dann offen ist, wenn sie Umgebung jedes ihrer Punkte ist. Dies entspricht {\displaystyle O\in {\mathcal {U}}(x)} für alle {\displaystyle x\in O}
Sind nun zu jedem {\displaystyle x\in X} Mengensysteme {\displaystyle {\mathcal {M}}(x)} angegeben, welche die vier oben unter Eigenschaften aufgeführten Punkte erfüllen, so lässt sich eine Topologie {\displaystyle {\mathcal {O}}_{\mathcal {M}}} wie folgt erklären:
{\displaystyle O{\text{ offen in }}{\mathcal {O}}_{\mathcal {M}}} genau dann, wenn {\displaystyle O\in {\mathcal {M}}(x){\text{ für alle }}x\in O}.
Diese Topologie ist eindeutig bestimmt und besitzt die Mengensysteme {\displaystyle {\mathcal {M}}(x)} als Umgebungssysteme von {\displaystyle x}.

### Filterkonvergenz
In allgemeinen Topologischen Räumen ist der gewöhnlich Konvergenzbegriff mittels Folgen nicht mehr ausreichend, daher greift man auf Netze oder Mengenfilter zurück, um die Konvergenz sinnvoll zu erweitern. So heißt dann ein Filter {\displaystyle {\mathcal {F}}} konvergent gegen {\displaystyle x}, wenn {\displaystyle {\mathcal {F}}\supset {\mathcal {U}}(x)} ist. Mit diesem neuen Konvergenzbegriff lassen sich viele Formulierungen für Folgen aus metrischen Räumen äquivalent formulieren: So ist {\displaystyle x\in {\overline {A}}} genau dann, wenn ein Filter existiert, der gegen {\displaystyle x} konvergiert und {\displaystyle A} enthält. Ebenso lassen sich mittels der Konvergenz von Filtern auch Hausdorff-Räume charakterisieren.

## Weiterführende Begriffe
Eine Menge {\displaystyle {\mathcal {B}}(x)\subset {\mathcal {U}}(x)} heißt eine Umgebungsbasis, wenn jede beliebige Menge {\displaystyle U\in {\mathcal {U}}(x)} ein {\displaystyle B\in {\mathcal {B}}(x)} enthält. Die Mächtigkeit von Umgebungsbasen hat weitreichende strukturelle Folgen. Von topologischen Räumen, in denen alle Punkte abzählbare Umgebungsbasen haben, sagt man auch, dass sie das erste Abzählbarkeitsaxiom erfüllen. In ihnen kann beispielsweise auf die Filterkonvergenz verzichtet werden, die Folgenkonvergenz ist uneingeschränkt gültig.